# Vuelo 605 de Indian Airlines
El vuelo 605 de Indian Airlines fue un vuelo interno de la India que viajaba de Bombay a Bangalore. Se accidentó el 14 de febrero de 1990 a menos de un kilómetro del aeropuerto de destino, a causa de una falla humana, provocando la muerte de 88 pasajeros y 4 miembros de la tripulación.

## Aeronave
La aeronave empleada en el vuelo era un Airbus A320-231 matrícula era VT-EPN con motores tipo IAE V2500.A1, que había sido entregado a Indian Airlines menos de dos meses antes del accidente, el 24 de diciembre de 1989.

## Accidente
El vuelo IC605 despegó el 14 de febrero de 1990 a las 11:58, hora de India (IST), del Aeropuerto Internacional Chhatrapati Shivaji, de Bombay. El capitán S. S. Gopujkar estaba al mando de la aeronave y el capitán C. A. Fernández era el segundo de a bordo, con cinco tripulantes y un total de 135 pasajeros adultos y cuatro niños.
Tras el primer contacto con el control del tráfico aéreo del Aeropuerto HAL de Bangalore, a las 12:44 el capitán recibió órdenes de descender a 11.000 pies y aterrizar en la pista 9. Durante la aproximación final, el Airbus A320 descendió más de lo habitual hasta golpear en tierra con los límites del campo de golf Karnataka Golf Club, a unos 700 metros del comienzo de la pista donde debía aterrizar. Tras impactar contra el suelo, la aeronave se arrastró por unos 25 metros y se elevó otros 70 metros, hasta impactar con un terraplén.
El reporte final basado en la transcripción de las cajas negras indicó que el accidente ocurrió a las 13:03:17, siete segundos después de que los pilotos advirtieran que volaban a una altitud peligrosa.
Murieron 90 personas en el lugar del accidente (86 pasajeros y cuatro miembros de la tripulación, incluyendo piloto y copiloto), mientras que unas cincuenta personas fueron trasladadas a un hospital, donde fallecieron otros dos pasajeros.

## Causas del accidente
El Ministerio de Aviación Civil de la India dictaminó que el accidente obedeció a una "falla de los pilotos para advertir la gravedad de la situación y responder de inmediato" con las acciones correspondientes, además de concluir que "el accidente no habría ocurrido si los pilotos" hubiesen realizado las maniobras adecuadas. También menciona que no hay constancia de alguna falla en los controles y que "los motores funcionaron normalmente y no contribuyeron a la causa de este accidente".